# Orchiektomie
Die Orchiektomie (auch Orchidektomie, Orchektomie, von griechisch ὄρχις orchis „Hoden“ und εκτομία ektomia „Herausschneiden“, und auch lateinisch Ablatio testis) ist die chirurgische Entfernung eines oder beider Hoden. Sie kann beispielsweise bei Hodenkrebs oder auch nach dem Absterben eines Hodens nach Hodentorsion notwendig werden. Bei Entfernung beider Hoden ist die Orchiektomie eine Form der Kastration. Die unilaterale (einseitige) Orchiektomie hat keine nennenswerten Auswirkungen, da der verbleibende (unbeschädigte) Hoden die Aufgabe ausreichend übernehmen kann.

## Operationsarten
Simple Orchiektomie
Bei nicht bösartigen Erkrankungen des Hodens erfolgt die Entfernung des Hodens durch das Skrotum, den Hodensack. Ursache kann eine Hodentorsion oder eine Hodenentzündung sein. Diese Technik wird auch im Rahmen einer geschlechtsangleichenden Operation bei transfemininen Personen angewandt.
Subkapsuläre Orchiektomie
Als subkapsuläre oder plastische Orchiektomie wird ein operatives Verfahren bezeichnet, bei dem nur das hormonproduzierende Keimgewebe entfernt wird und Nebenhoden und Hodenhüllen stehenbleiben, so dass der Eindruck besteht, es sei weiterhin ein kleinerer Hoden vorhanden.
Inguinale Orchiektomie
Die inguinale Orchiektomie wird bei allen bösartigen Erkrankungen des Hodens durchgeführt, um die Verbreitung von Krebszellen zu verhindern. Der Zugang erfolgt dabei über das Inguen (die Leiste). Auch hierbei kann aus optischen Gründen eine funktionslose Hodenprothese implantiert werden. Hauptindikation ist der Hodenkrebs.
Bilaterale Orchiektomie

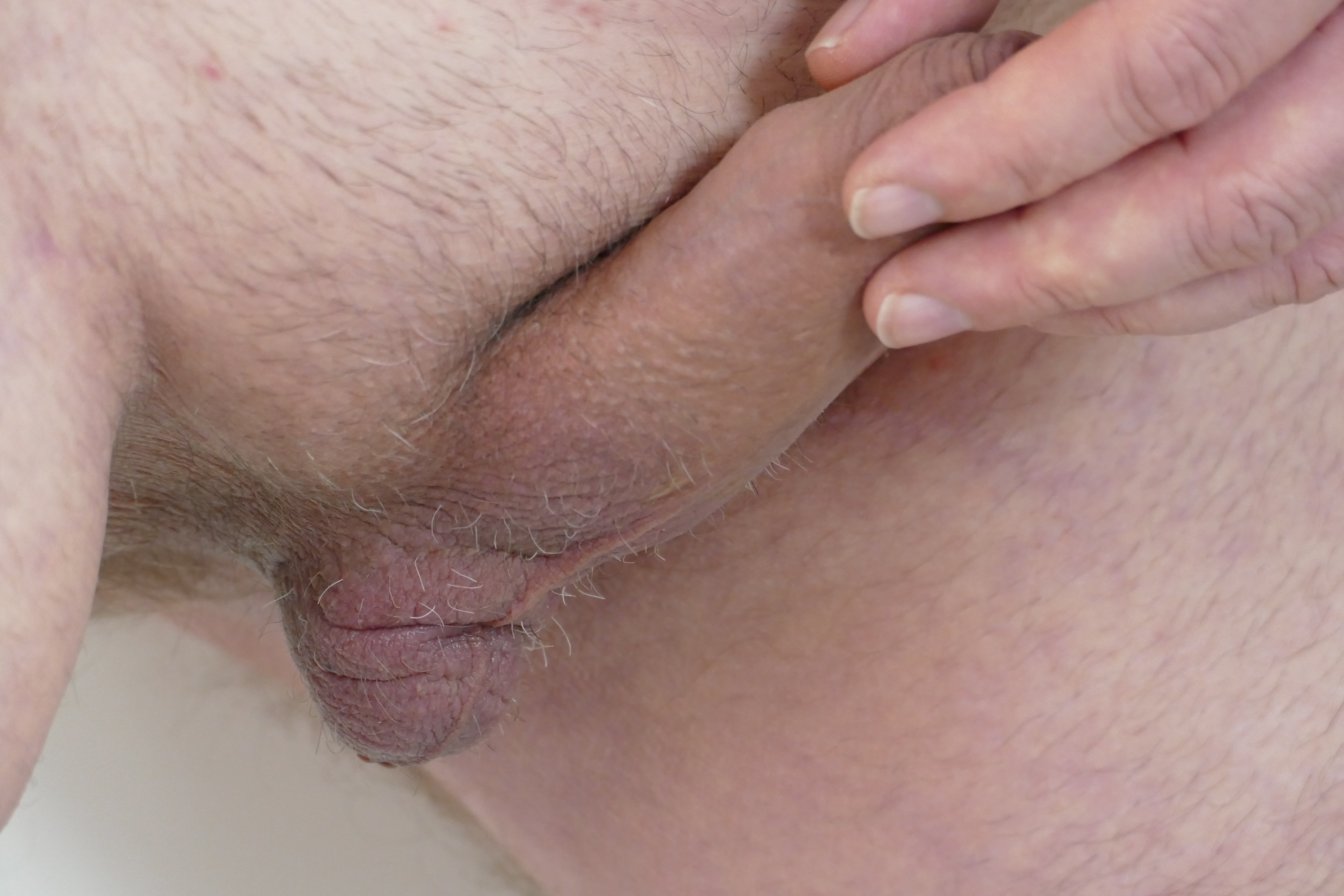
3 Monate nach bilateraler Orchiektomie

Die Entfernung beider Hoden wird meist im Zusammenhang mit einem fortgeschrittenen Prostatakrebs durchgeführt. Ziel der Behandlung ist hier, das weitere Wachstum dieser hormonabhängigen Erkrankung zu bremsen. Die Wirksamkeit medikamentöser Verfahren – oft als „chemische Kastration“ bezeichnete Therapieformen – ist der Orchiektomie unterlegen. Die bilaterale Orchiektomie wird auch im Rahmen des KastrG zur Behandlung von Sexualstörungen angewandt.
Operationsdauer
Die Operation wird im Allgemeinen ambulant, das heißt ohne Krankenhausaufenthalt, durchgeführt. Übliche Dauer von Beginn der Narkose bis Aufwachen ist 20 bis 60 Minuten.
Kosten der Operation
Eine Orchiektomie wird, falls sie medizinisch indiziert ist, von der Krankenkasse übernommen. Ein Krankenhaus kann für die Operation ungefähr 2000 Euro in Rechnung stellen. Sie ist damit billiger als eine medikamentöse Androgenunterdrückung.